# Smlouva z Eastonu (1758)
Smlouva z Eastonu (Treaty of Easton) byla koloniální dohoda podepsaná v Severní Americe v říjnu 1758 během francouzsko-indiánské války mezi britskými koloniemi a domorodými představiteli zastupujících především kmeny Irokézů, Lenapů, Šóníů a dalších. Jejím výsledkem bylo nastolení míru mezi Brity a Indiány v oblasti údolí Ohia, Pensylvánie a New Jersey.

## Jednání
Zdlouhavá a mnohdy zmatená jednání trvala s pauzami více než dva týdny. Probíhala v Eastonu v Pensylvánii. Zúčastnili se jich britští koloniální guvernéři provincií Pensylvánie (William Denny) a New Jersey (Francis Bernard) a další oficiální činitelé (například George Croghan - Agent pro indiánské záležitosti) a zástupci 13 indiánských národů. Především šlo o delegaci Irokézů, kteří vyslali tři významné náčelníky (Thomas King, Tagashata, Nichas), jež doprovázela početná suita, včetně pozorovatelů z dalších přidružených etnik (přítomni byli například i Mohykáni), aby zajistili pokračující nadvládu v oblasti Ohia (v zásadě území mezi řekou Ohio a Velkými jezery). Východní a západní Lenapové byli zastoupení dvěma náčelníky (Pisquetomen, Teedyuscung) a více než 60 dalšími lidmi. Dorazili i Šóníové a jiní.
Jednání začala slavnostními ceremoniemi k uctění mrtvých. Následovaly dlouhé projevy, jež byly prokládány předáváním wampumových pásů. Vše vyplňovaly pauzy určené k poradám. Conrad Weiser působil během jednání jako tlumočník a rozhodce britské koloniální vlády. Charles Thomson byl přítomen jako sekretář a poradce Teedyuscunga, náčelníka, jenž sám sebe označoval za „krále Delawarů“. Teedyuscung se však během akce zdiskreditoval, neboť se často řádně opíjel a Irokézové se jeho postoji vůbec nenechali ovlivňovat. Jednání bylo svoláno, aby se obě strany pokusily vyřešit konflikty způsobené dohodou The Walking Purchase z roku 1737, která měla trvalé dopady na vztahy mezi domorodými Američany a kolonisty. The Walking Purchase (doslova „Koupě chůzí“) byla vychytralá až podvodná metoda, jak připravit Indiány o velké území. Touto smlouvou si rodina Pennů a další majitelé půdy nárokovali plochu 1 200 000 akrů (4,860 km2) podél severního toku řeky Delaware u severovýchodní hranice mezi provincií Pensylvánie a oblastí západně od provincie New Jersey a donutili Lenapy, aby toto území opustili. Generální prokurátor v Pensylvánii Benjamin Chew se zúčastnil konference a dokumentoval ji ve svém věstníku Journal of a Journey to Easton. O jednání v Eastonu psal také Charles Thompson v roce 1759 v díle nazvaném Enquiry into the Causes of the Alienation of the Delaware and Shawanese Indians from the British Interest (Vyšetřování příčin vystoupení indiánských kmenů Delaware a Shawnee proti britským zájmům), kde vlastníky území označuje za viníky války (vlastníci = synové Williama Penna). Hlavním cílem Britů bylo odradit Indiány od jakéhokoliv spojenectví s Francouzi v pokračující sedmileté válce.
Více než 500 domorodých Američanů se na závěr 26. října 1758 zúčastnilo venkovního ceremoniálu, jenž ukončil zdlouhavá jednání. Indiáni při tom obdrželi množství darů, což byla obvyklá záležitost při uzavírání podobných smluv.

## Ustanovení smlouvy
Smlouva stanovila, že indiánské národy nadále nebudou v současné válce (tj. v právě probíhající sedmileté válce) bojovat na straně Francouzů proti Britům. Na oplátku, Pensylvánie vrátí velké části země, které Irokézové Britům postoupili před několika lety; britští koloniální guvernéři slíbili uznat práva Irokézů a dalších kmenů na jejich loviště v údolí řeky Ohio; a po skončení války se zdrží zakládání koloniálních osad západně od Allegheny Mountains. Tato doložka smlouvy přispěla k pozdějšímu vyhlášení Royal Proclamation of 1763, kterým se britská koruna pokusila vyhradit území západně od Appalačských hor pro domorodé Američany a zakázat Evropanům i Američanům vstup do této oblasti, aby uklidnila rostoucí etnické napětí v oblasti a přispěla k ukončení tehdy probíhající Pontiacovy vzpoury. Navíc, guvernér kolonie Pensylvánie William Denny souhlasil s přímým vyjednáváním s kmenem Lenapů znovu, nyní již bez zásahu Irokézů, a označil dohodu jako „znovuzažehnutí poradního ohně“. V listopadu guvernér Denny oznámil pensylvánskému sněmu, že „v Eastonu byl zajištěn všeobecný mír.“ Podle smlouvy kmen Lenapů postoupil všechny zbývající nároky na území v provincii New Jersey za částku tisíc španělských dolarů. Platbu dostali okamžitě.